# SMS Dresden (1917)
SMS Dresden – niemiecki krążownik lekki (według oryginalnej nomenklatury mały krążownik – kleiner Kreuzer) z okresu I wojny światowej, drugi i ostatni okręt typu Cöln, który został ukończony i włączony do służby w Kaiserliche Marine. Jednostki tego typu były powiększoną i ulepszoną wersją krążowników typu Königsberg. Stępkę okrętu położono w roku 1916, a zwodowano go 25 kwietnia 1917 roku. Wszedł do służby w Hochseeflotte 28 marca 1918 roku. Okręt wraz z siostrzanym „Cöln” były jedynymi jednostkami tego typu, których budowę ukończono. Osiem innych okrętów zostało złomowanych na różnych etapach budowy.
„Dresden” wszedł do służby we flocie niemieckiej osiem miesięcy przed zakończeniem I wojny światowej. W rezultacie jego służba była krótka i nie brał udziału w działaniach bojowych. Uczestniczył w operacjach floty w pobliżu Norwegii, mających na celu zaatakowanie brytyjskich konwojów do Skandynawii, podczas których nie doszło do spotkania wroga i jednostki wróciły do portu. Krążownik miał uczestniczyć w ostatniej próbie nawiązania walki w ostatnich dniach wojny, ale bunt marynarzy zmusił admirałów Reinharda Scheera i Franza von Hippera do odwołania operacji. Okręt został internowany w Scapa Flow i na rozkaz kontradmirała Ludwiga von Reutera został samozatopiony przez niemiecką załogę wraz z innymi okrętami 21 czerwca 1919 roku.

## Opis konstrukcji
„Dresden” miał 155,5 m długości całkowitej (149,8 m na konstrukcyjnej linii wodnej), szerokość 14,2 m oraz zanurzenie 6,01 m na dziobie a 6,43 m na rufie, przy wyporności pełnej 7486 ton. Jego system napędowy składał się z dwóch zespołów turbin parowych typu Marine o łącznej mocy 31 000 KM zasilanych przez osiem kotłów typu Marine opalanych węglem oraz sześć podobnych, opalanych paliwem płynnym. Zapewniał on prędkość maksymalną 27,5 węzła i zasięg około 5500 mil przy prędkości ekonomicznej 12 węzłów.
Krążownik był uzbrojony w osiem dział 15 cm SK L/45 na pojedynczych podstawach. Dwa działa były umieszczone obok siebie na przednim pokładzie, cztery były ulokowane na śródokręciu – po dwa na burcie, dwa w superpozycji na rufie. Działa te strzelały pociskami o wadze 45,3 kg z prędkością wylotową 820 m/s. Przy maksymalnym kącie podniesienia 30° miały donośność 17 600 m. Zapas amunicji wynosił 1040 pocisków, po 130 na działo. „Dresden” był także uzbrojony w trzy działa przeciwlotnicze 8,8 cm L/45 zamontowane na śródokręciu za kominami, jedno z nich zostało zdemontowane w 1918 roku. Uzbrojenie jednostki uzupełniały cztery (po dwie na burcie) zainstalowane na pokładzie na śródokręciu pojedyncze obrotowe wyrzutnie torpedowe kal. 60 cm z zapasem ośmiu torped. Okręt mógł także przewozić do 200 (według innego źródła 120) min morskich. Krążownik był zabezpieczony burtowym pasem pancernym o grubości 60 mm na śródokręciu. Wieża dowodzenia miała ściany pancerne o grubości 100 mm. Płyty pokładu pancernego miały grubość 60 mm.

## Służba
„Dresden” został zamówiony pod tymczasową nazwą „Ersatz Dresden” (jako następca zatopionego w 1915 roku krążownika pancernopokładowego „Dresden”). Jego stępkę położono w stoczni Howaldtswerke w Kilonii w 1916 roku (numer stoczniowy 601). Został zwodowany 25 kwietnia 1917 roku, później kontynuowano prace wyposażeniowe. Wszedł do służby we flocie niemieckiej 28 marca 1918 roku.
Po wejściu do linii „Dresden” dołączył do grupy okrętów eskortowo-rozpoznawczych Hochseeflotte. Był ostatnim krążownikiem lekkim, który wszedł do służby w Kaiserliche Marine. Okręt został przydzielony do 2. Grupy Rozpoznawczej, wraz z krążownikami „Königsberg”, „Pillau”, „Graudenz”, „Nürnberg” oraz „Karlsruhe”. Okręty brały udział w operacji głównych sił floty w rejonie Norwegii w dniach 23-24 kwietnia 1918 roku. 1. i 2. Grupy Rozpoznawcze, wraz z 2. Flotyllą Torpedowców, miały zaatakować silnie broniony brytyjski konwój do Norwegii, reszta floty niemieckiej płynęła w odwodzie. Niemcom nie udało się zlokalizować konwoju, który w rzeczywistości przepłynął akwen dzień przed wyjściem z portów floty niemieckiej. W rezultacie admirał Reinhard Scheer przerwał operację i wrócił do portu.
W październiku „Dresden” wraz z resztą 2. Grupy Rozpoznawczej miał prowadzić ostatni atak na brytyjską flotę. „Dresden”, „Cöln”, „Pillau” i „Königsberg” miały atakować statki handlowe w estuarium Tamizy, podczas gdy reszta Grupy w celu odciągnięcia brytyjskiej Grand Fleet miała bombardować cele we Flandrii. Dowódca floty, Großadmiral Reinhard Scheer, zamierzał nie zważając na ewentualne straty zadać jak najwięcej ciosów brytyjskiej flocie, by uzyskać lepszą pozycję negocjacyjną dla Niemiec. Rankiem 29 października 1918 roku został wydany rozkaz wypłynięcia z Wilhelmshaven kolejnego dnia. W nocy 29 października marynarze z pancernika „Thüringen”, a później z innych okrętów zbuntowali się przeciwko tej, w istocie samobójczej, misji. Niepokoje zmusiły Hippera i Scheera do anulowania operacji.
W czasie rewolty marynarzy „Dresden” otrzymał rozkaz przepłynięcia do Eckernförde. W atmosferze ciągłych niepokojów doszło do incydentu. Pancernik „Markgraf” znajdował się na kursie krążownika, a jego zbuntowana załoga odmówiła zejścia z drogi „Dresden”. Pancernik wycelował jedną ze swoich wież artylerii kal. 30,5 cm w kierunku krążownika, ale później jego załoga ustąpiła i pozwoliła krążownikowi opuścić port. Okręt przeszedł następnie do Swinemünde, gdzie załoga częściowo zatopiła okręt po usłyszeniu pogłosek, że zbuntowane jednostki są w drodze, by zaatakować stacjonujące w porcie krążowniki. Po tym, jak plotki okazały się nieprawdziwe, krążownikowi przywrócono pływalność i wrócił do stanu pozwalającego na wyjście w morze. Wiązało się to z usunięciem amunicji do wszystkich dział i jej wysuszeniem.
Na mocy rozejmu w Compiègne kończącego I wojnę światową, okręty Kaiserliche Marine miały zostać rozbrojone i poddane kontroli sprzymierzonych. U-Booty miały zostać wydane ostatecznie i bez prawa do zwrotu, natomiast jednostki nawodne poddane internowaniu na czas trwania rozmów pokojowych. Prezydent Stanów Zjednoczonych Woodrow Wilson proponował przekazanie rozbrojonej floty niemieckiej pod nadzór któregoś z państw neutralnych, ale rządy zarówno Hiszpanii jak i Norwegii, które miały techniczne możliwości przyjęcia tak dużej ilości jednostek w swoich portach, odmówiły. W tej sytuacji aktualna stała się oferta brytyjska, wskazująca na kotwicowisko Royal Navy w Scapa Flow na Orkadach jako miejsce postoju internowanej Hochseeflotte. W wyniku negocjacji pomiędzy przedstawicielami marynarek wojennych Wielkiej Brytanii i Niemiec ustalono listę internowanych okrętów. Znalazł się wśród nich także „Dresden”, ale z powodu złego stanu jednostki dotarł do brytyjskiego portu z silnymi przeciekami dopiero 6 grudnia.
Flota pozostawała zakładnikiem w czasie negocjacji, które zakończyły się traktatem wersalskim. W trakcie pobytu na internowaniu Ludwig von Reuter coraz wyraźniej zdawał sobie sprawę, że powrót choćby części powierzonych mu okrętów do kraju jest niemożliwy. W związku z tym i w obliczu zbliżającego się dnia wygaśnięcia obowiązywania zawieszenia broni, niemiecki dowódca zdecydował się postąpić zgodnie z rozkazem cesarza, mówiącym, że żaden niemiecki okręt nie może się dostać w ręce wroga. Rankiem 21 czerwca 1919 roku brytyjska flota opuściła Scapa Flow, by przeprowadzić manewry. O 11:20 Reuter przekazał rozkaz do swoich jednostek. „Dresden” zatonął wczesnym popołudniem, około 13.50. Jego wrak leży do dziś na dnie Scapa Flow na południowy wschód od wyspy Cava, na głębokości 30–38 metrów. Jest popularnym obiektem wśród nurków. Erich Gröner podaje – błędnie – że „Dresden” został opanowany przez brytyjskich marynarzy, którzy nie dopuścili do jego zatonięcia i osadzili go na mieliźnie, a w następnych latach został rozebrany.